# خير أباد (أصفهان)
خير أباد هي قرية في مقاطعة أصفهان، إيران. عدد سكان هذه القرية هو 36 في سنة 2006.